# مردم مراتی

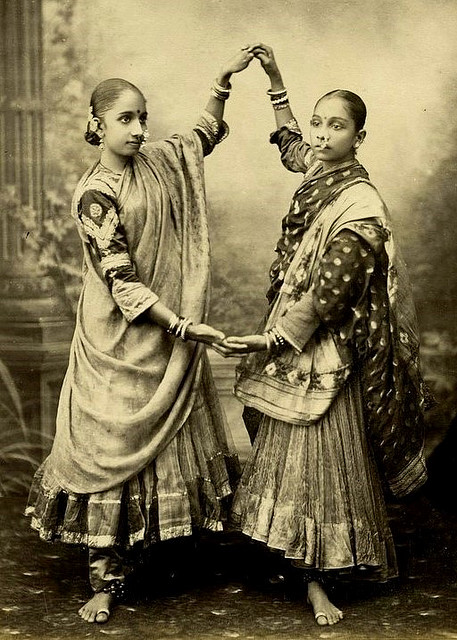
دو دختر رقصان مرآتی

مَراتی‌ها یکی از قومیت‌های هندوستان‌اند که بیشتر در مهاراشترا و منطقه‌های نزدیک بدان چون بلگایوم، مرگائو، کاروار، کارناتاکا، گوا و ایالت‌های غربی هند می‌زیند. 
مراتی‌ها به زبان مرآتی که از شاخهٔ جنوبی زبان‌های هندوآریایی است سخن میگویند.

## تاریخ
این مردمان تاریخی دوهزارساله دارند. نقطه عطف تاریخ مراتی‌ها به سال ۱۶۷۴ میلادی بازمی‌گردد که شیواجی امپراتوری مراتا را بنیاد نهاد. 

## مذهب
بیشتر مراتی‌ها هندو هستند و حدود ۶٪ آنها بودایی و پیرو آیین جین‌اند.